# Boris Pilniak
Boris Andreïevitch Pilniak (Mojaïsk, 11 octobre 1894 - Moscou, 21 avril 1938) est un écrivain russe. Auteur critique à l'égard de la mécanisation et de l'urbanisation de l'URSS, il a écrit plusieurs romans dont le cadre est la Révolution de 1917. Cet esprit critique, comme la richesse et la complexité de son écriture, lui ont valu d'être progressivement mis au ban des écrivains soviétiques et, pour finir, d'être victime des Grandes Purges de 1937.

## Biographie

### Famille
Fils d'André Wogau (descendant de colons allemands installés sur la Volga) et d'une mère russe Olga Savineva.
Boris Andreïevitch Pilniak épousa l'actrice soviétique et princesse géorgienne Kira Gueorguievna Andronikova (1908-1960), fille du colonel de hussards Gueorgui Alexandrovitch Andronikov (1875-1911) et de son épouse Iekaterina Semionovna Slivistskaïa (1877-1947).
De cette union naquit:
- Boris Borissovitch Andronikov, (né Boris Borissovitch Wogau)[2].

### Premiers pas littéraires
De son vrai nom Boris Andreïevich Vogau, Boris Pilniak est né le 11 octobre 1894 à Mojaisk en Russie, d'une famille descendant de colons allemands. Le père est vétérinaire et la mère professeur à l'école du zemstvo local. Il écrivit sa première histoire à l'âge de neuf ans, en 1902. À quatorze ans, il publie ses premières œuvres, tant en prose qu'en poésie, et considère que sa carrière littéraire débute en 1915 avec ses premières publications dans les revues Rousskaïa Mysl et Jatva, entre autres.
Après des études de commerce et une spécialisation en administration financière, Pilniak se consacre pleinement à la littérature, mais peut en vivre seulement par des essais ethnographiques et des récits de voyage.
Pilniak obtient un emploi auprès du gouvernement provisoire d'après la Révolution de février, voyageant sur le front pour obtenir l'appui des troupes — ce qui ne lui gagne pas d'amitié parmi les Bolcheviks, et qui le conduit à son emprisonnement lors de leur prise du pouvoir. Dès 1918, il note qu'il a été inscrit sur la liste des contre-révolutionnaires.
Relâché, il passe une grande partie de l'année suivante, pendant la guerre civile russe et la famine qui s'ensuit, à parcourir la campagne à la recherche de nourriture. Il passe ainsi l'été 1918 dans une communauté anarchiste près de Peski, jusqu'à l'éclatement du groupe en combats pour le partage des terres. Les impressions durables accumulées durant ces années de chaos vont trouver ensuite leur place dans ses écrits. Ces épisodes figurent notamment dans le récit Chez Nicolas, aux sources blanches (« U Nikoly, chto na Belykh Kolodeziakh », 1919)

### Maturité
En 1918-1920, Pilniak commence à retenir l'attention dans les cercles littéraires après la publication de deux recueils de nouvelles : Avec le dernier steamer (« S polednim parakhodom », 1918), et Passé (Byl'e, 1920). Il attire ainsi l'attention du ministre de l'Éducation Anatoli Lounatcharski et de Maxime Gorki. Il gagne la célébrité avec la publication de son œuvre majeure, L'Année nue (Golii god), en 1921. Ce récit d'une très grande richesse linguistique et d'une construction complexe retrace la première année de la révolution, opposant le monde de l'Europe (monde des intellectuels, de l'ordre, mais aussi des révolutionnaires) et celui de l'Asie (qui associe le chaos, les forces de la nature et la paysannerie). 
Dans les années 1920, il voyage en Europe (Allemagne, Grande-Bretagne, Norvège, Grèce…) et continue de publier, par exemple « La Troisième Capitale » (« Tret'ya stolitsa ») en 1922. Il doit affronter constamment la question de son adhésion au communisme : en effet, s'il refuse de suivre aveuglément les dogmes du parti, il soutient pour autant leur action en Russie. Il considère à l'époque que le communisme n'est qu'un « maillon de l'histoire russe ».
Vers 1924, le conflit éclate au sein de l'Association des écrivains soviétiques : les écrivains prolétariens reprochent notamment à Pilniak ses voyages et secondairement son style. Il revient alors à des sujets clairement inspirés de l'actualité soviétique avec la parution en 1926 de Conte de la Lune non éteinte (Povest' nepogashennoi luny), clairement fondée sur la mort inexpliquée du héros soviétique Mikhaïl Frounze. À l'époque, des rumeurs circulent accusant Staline de la mort de Frounze. Le numéro de Novy Mir où paraît le texte est alors confisqué, les éditeurs doivent s'excuser, et, dès lors, Pilniak est en sursis.
Il s'éloigne alors d'URSS pour voyager, en Chine et au Japon cette fois, rédigeant encore une fois un journal de voyage, ultérieurement publié en deux volumes, Les Racines du soleil et Journal de Chine. La Pravda critique violemment ces ouvrages pour leurs nombreuses erreurs et notamment pour l'omission de toute référence à la lutte des classes en Chine ou de toute critique à l'encontre du chauvinisme nippon.
En 1928-1929, Pilniak écrit deux textes en collaboration avec Andreï Platonov. En 1929, Pilniak publie son second roman le plus célèbre, « L'Acajou » (« Krasnoye derevo »), montrant le pillage d'une petite ville par les Nepmen. Dans le roman, un trotskiste revient dans la ville pour y mesurer les changements, plus que décevants, dix ans après la révolution. Enfin, on y trouve des idéalistes communistes navrés de voir se développer la bureaucratisation du pays. Pilniak reprend une grande partie de ce texte, plus tard, dans La Volga rejoint la mer Caspienne. Pour l'heure, PIlniak refuse l'allégeance idéologique au parti communiste et l'implication des écrivains dans la construction de la société socialiste, déchaînant une violente campagne de diffamation à son égard. Il est accusé de trahison et d'anti-soviétisme, et l'apaisement ne vient qu'après l'intervention de Gorki.
Il voyage encore : en 1930, les Izvestia l'envoient au Turkestan puis au Tadjikistan. Il dépeint les travailleurs du chemin de fer ou des puits de pétrole, leur courage et leur accomplissement — mais aussi les contrebandiers, trafiquants et escrocs qui peuplent ce « Klondike soviétique ». De là, il part pour six mois aux États-Unis qu'il traverse en voiture après un bref passage à Hollywood où il refuse de participer à un film anti-soviétique. Le récit de ses aventures américaines est plutôt négatif. Il retourne ensuite au Japon puis, en 1932, de retour en URSS, il voyage dans la péninsule de Kola dans le cadre d'une conférence sur la géologie des pôles.

### 1937: arrestation et disparition
En 1935, le vent tourne à nouveau. Gorki accuse Pilnak de « houliganisme littéraire » et de « manque de respect des lecteurs » à cause de la complexité de son écriture. La conférence des écrivains soviétiques de mars 1936 jette alors les bases du réalisme socialiste et condamne tant le formalisme littéraire que le naturalisme. En août 1936, c'est le début des procès de Moscou. Pilniak, bien que relativement proche de Karl Radek, ne se sent pas encore menacé. Il doit pourtant se justifier devant l'Union des écrivains soviétiques en octobre sans montrer de repentir particulier. Il insiste sur l'importance à ses yeux de l'indépendance des écrivains, s'aliénant par son excès d'assurance une grande partie de l'auditoire. Il est accusé en février 1937, par un article des Izvestia s'appuyant sur des textes comme Le Conte de la lune non éteinte ou L'Acajou, d'être un trotskiste anti-soviétique. Il tente alors de calmer le jeu en s'engageant à corriger ses erreurs précédentes dans une œuvre plus orthodoxe. Mais il est trop tard, et Pilniak est arrêté le 28 octobre 1937 et fusillé le 21 avril 1938

## Une œuvre, un univers
Selon Georges Nivat, de grandes métaphores régissent tous ses livres : la métaphore qui domine L'Année nue est celle du retour à l’âge scythe, c’est-à-dire barbare, de la Russie puisque la révolution bolchevique est pour l’écrivain un retour à la barbarie, à la violence de la horde populaire. Pilniak morcelle la réalité jusqu'à la rendre méconnaissable. Il intègre au récit des bribes de journaux et d’affiches, des souvenirs de chroniques anciennes, il use de mots dialectaux déformés. On distingue dans le récit cinq thèmes différents juxtaposés, dans une mosaïque de dialogues, de refrains, de hululements. Les bolcheviks ont installé leur comité exécutif dans le vieux monastère, foulant symboliquement aux pieds l’ancien monde. Là auront lieu les amours sacrilèges du bolchevik et de la tchékiste, tandis qu’ailleurs on s’adonne à la magie et à la contemplation du pentagramme. D'autres personnages trouvent refuge dans une éphémère commune d’anarchistes qui a surgi dans la région, sur l’emplacement d’un antique kourgan (tumulus). La nouvelle Russie anarchiste campe ainsi symboliquement sur l’ancienne Russie légendaire. Les sorciers, les viols, les scènes orgiaques, les rites paysans d’origine païenne forment la toile de fond de cette chronique désordonnée à dessein. Le livre s’achève par un long document ethnologique sur les rites du mariage paysan : rite de la fécondité, incantations du sorcier Egorov, irréductible énergie de la Russie sauvage.
Poète, Pilniak pratique le collage de ses matériaux pour créer de nouveaux mythes. Pour lui, les bolcheviks représentent la résurgence du moujik violent d’avant Pierre le Grand. En cela, il salue les nouveaux organisateurs « allègres et rieurs » dans le chaos. Pour Trotski, dans Littérature et révolution, Pilniak « saisit la révolution à sa périphérie, dans ses arrière-cours, au village et surtout dans les villes de province. Sa révolution est celle d’une bourgade. »
Stylistiquement, Pilniak s'inscrit dans la lignée de Nicolas Gogol et de Nikolaï Leskov. Son œuvre s’est formée sous l’influence d'Alexeï Remizov et d'Andreï Biély. Comme chez Biély, les refrains passent d’un thème à l’autre, assurant l’unité du récit, les époques se mélangent : « Les siècles s’abattent lentement comme des jeux de cartes » donnant l’impression d’une lente et inexorable invasion de la Russie par l’Orient, par la Chine. Pour Pilniak, la « ville chinoise », Kitaï-gorod, qui dans chaque ville russe ancienne jouxte le Kremlin est une véritable obsession : elle symbolise l’invasion nocturne de l’Orient. Dans les collages de Pilniak interviennent tous les styles possibles, il collectionne les mots rares, locaux, désuets, réservés aux métiers. Il a dit de lui-même qu’il aimait les mots comme un numismate les pièces de monnaie. Les néologismes sont nombreux dans son œuvre, et souvent très pittoresques. En cela aussi il est l’apprenti de Remizov et l’élève de Biély. Son originalité n’en est pas moins grande. Il y a dans son style quelque chose de spécifiquement exubérant. Un aspect beaucoup moins connu de cette invention linguistique se rapporte à ses hymnes à la machine, à l’américanisme de la jeune république soviétique. « Ivan Moskva », qui date de 1927, est remarquable autant par la hardiesse du sujet et son traitement de la sexualité que par l’expérimentation linguistique. C’est peut-être le récit le plus typique de l’écrivain, à la charnière entre le romantisme du chaos et la célébration de l’industrialisation. Malédiction et promesse de l’avenir sont réunis dans le thème étrange de la momie égyptienne radioactive que le héros a achetée, et dont il ne se sépare plus, jusqu’à sa mort en avion.
Pilniak a été considéré diversement par ses contemporains, avant de tomber dans l’oubli réservé aux victimes des purges. Réhabilité, partiellement réédité, il a fait une timide réapparition dans les encyclopédies soviétiques dans les années 1970. En Occident il reste peu connu car traduire Pilniak est une gageure : les néologismes, les proverbes, les citations de vieilles chroniques, les dialectismes de toutes sortes, les innombrables déformations populaires sont légion. Il est, avec Isaac Babel, l'un des auteurs majeurs de la Révolution russe. Ses récits, sans commencement ni fin, forment une immense chronique de la révolution et Pilniak reste sans doute un des plus audacieux expérimentateurs de l’époque révolutionnaire.

## Éditions en français
- L'Année nue, Gallimard, Paris, 1926 ; Ginkgo, 2024  (ISBN 978-2-84679585-2)
- La Volga se jette dans la Caspienne, Éd. du Carrefour, Paris, 1931.
- Conte de la lune non éteinte, traduit par Michel Pétris, Paris, Champ Libre, 1972.
  - Nouvelle traduction par Sophie Benech, Paris, Éditions Interférences, 2008,  (ISBN 978-2-909589-17-6) (Prix Russophonie 2010)
- Une femme russe en Chine, Lausanne, L'Âge d'Homme, 1976.
- Les Chemins effacés, Lausanne, L'Âge d'Homme, 1978.
- L'Acajou, Lausanne, L'Âge d'Homme, 1980. - rééd. 2010
- Ivan Moskva, Lausanne, L'Âge d'Homme, 1984.
- Journal de Chine : 1926, Obsidiane, Paris, 1985.
- Ivan et Maria, Lausanne, L'Âge d'Homme, 1988.
- Récits anglais, Lausanne, L'Âge d'Homme, 1993.
- Récits d'Orient, traduits par Dany Savelli, Malesherbes, Le Serpent de mer, 2001 ; Ginkgo, 2024  (ISBN 978-2-84679586-9)
- Le Pays d’Outre-Passe, traduit par Anne Coldefy-Faucard, éditions Paulsen, 2007.
- Récit de Saint-Pétersbourg, Anatolia, 2009  (ISBN 978 2 35406 041 1)
- Racines du soleil japonais, suivi de Boris Pilniak au Japon en 1926 par Dany Savelli, Éd. du Sandre, 2011  (ISBN 978-2-35821-048-5)
- La Falaise de Nijni-Novgorod, L'Inventaire, 2012  (ISBN 978-2-35597-013-9)

## Sur Pilniak
- Victor Serge, Le Destin de Boris Pilniak, dans Rudolf Rocker et Victor Serge, Les Soviets trahis par les bolcheviks : la faillite du communisme d’État, trad. Pierre Galissaires, Paris, Spartacus, 1973.
- Georges Nivat, « Boris Pilniak », article de l'Encyclopédie Universalis.